# 杰奎琳·弗兰克·德卢卡
杰奎琳·弗兰克·德卢卡（英語：Jacqueline Frank DeLuca，1980年5月1日—），美国女子水球运动员。她曾代表美国国家队参加2004年夏季奥林匹克运动会水球比赛，获得一枚铜牌。